# محمود دبستانی
محمود امین‌الاسلام درگاهی (۱۲۵۵ - ۵ خرداد ۱۳۴۴) معروف به میرزا محمود دبستانی که نام خانوادگی دبستانی برگزید روزنامه‌نگار مشروطه‌خواه و نماینده مجلس شورای ملی بود.

## زندگی
شیخ محمود برادر مجدالاسلام کرمانی بود و در زادگاه خود کرمان نزد شیخ ابوجعفر کرمانی، ملا عبدالله راینی و ناظم‌الاسلام کرمانی تحصیل کرد.

## فعالیت‌های فرهنگی و سیاسی
امین‌الاسلام مدیر مسئول روزنامه نامه فرهنگ کرمان بود. او در سال ۱۳۰۷ به نمایندگی کرمان در مجلس شورای ملی انتخاب شد (دوره هفتم) و تا دوره سیزدهم این کرسی را حفظ کرد.

## درگذشت
از آنجا که نسب محمود دبستانی به درگاه قلی بیگ می‌رسید او را در تخت درگاه قلی‌بیگ و در ضلع شمالی این آرامگاه به خاک سپردند.